# 1513 en Irlande
Chronologie de l'Irlande
- 1509
- 1510
- 1511
- 1512
- 1513
- 1514
- 1515
- 1516
- 1517

Cette page liste les événements de l'année 1513 en Irlande . 

## Naissances
- Thomas FitzGerald (10e comte de Kildare)

## Décès
- 3 septembre, Gerald FitzGerald (8e comte de Kildare), Lord Deputy d'Irlande de 1478 à 1492 et de 1496 à 1513 et figure dominante du leadership britannique sur l'Irlande depuis 1478, meurt à Kildare[1].